# Václav Vojtek
Václav Vojtek (* 6. března 1954 Terchová) je bývalý slovenský fotbalový útočník.

## Fotbalová kariéra
V československé lize hrál za Žilinu (1972–1974 a 1976–1978) a Zbrojovku Brno (1979/80). V Poháru UEFA nastoupil za Zbrojovku Brno v 5 utkáních a dal 1 gól (Pohár UEFA 1979/80). Ve druhé lize hrál za Žilinu, na vojně za Duklu Banská Bystrica, TŽ Třinec a Gumárne 1. mája Púchov.

## Ligová bilance
| Ročník                                      | Zápasy | Góly | Klub                   |
| ------------------------------------------- | ------ | ---- | ---------------------- |
| 1. československá fotbalová liga 1972/73    | 5      | 1    | TJ ZVL Žilina          |
| 1. československá fotbalová liga 1973/74    | 9      | 0    | TJ ZVL Žilina          |
| 1. československá fotbalová liga 1976/77    | 11     | 1    | TJ ZVL Žilina          |
| 1. československá fotbalová liga 1977/78    | 5      | 0    | TJ ZVL Žilina          |
| 1. československá fotbalová liga 1979/80    | 17     | 0    | TJ Zbrojovka Brno      |
| Česká národní fotbalová liga 1981/82        | 8      | 1    | TŽ Třinec              |
| 1. slovenská národní fotbalová liga 1981/82 | 11     | 4    | Gumárne 1. mája Púchov |
| 1. slovenská národní fotbalová liga 1983/84 | 29     | 4    | Gumárne 1. mája Púchov |
| 1. slovenská národní fotbalová liga 1984/85 | 15     | 3    | Gumárne 1. mája Púchov |
| 1. LIGA CELKEM                              | 47     | 2    |                        |